# ماتیو آمالریک
ماتیو آمالریک (به فرانسوی: Mathieu Amalric) بازیگر و کارگردان فرانسوی متولد ۲۵ اکتبر ۱۹۶۵ است.

## صداپیشه
- آلبوم «رمبو» به همراه جان زورن- سال ۲۰۱۲

## جوایز
- برنده جایزه سزار به عنوان متعهدترین بازیگر مرد برای فیلم My Sex Life... or How I Got into an Argument- سال ۱۹۹۷
- برنده جایزه سزار بهترین بازیگر مرد برای فیلم Kings and Queen- سال ۲۰۰۵
- برنده جایزه لومیر بهترین بازیگر مرد برای فیلم Kings and Queen- سال ۲۰۰۵
- برنده جایزه Étoiles d’Or بهترین بازیگر مرد برای فیلم لباس غواصی و پروانه- سال ۲۰۰۸
- برنده جایزه سزار بهترین بازیگر مرد برای فیلم لباس غواصی و پروانه- سال ۲۰۰۸
- برنده جایزه لومیر بهترین بازیگر مرد برای فیلم لباس غواصی و پروانه- سال ۲۰۰۸
- برنده جایزه بهترین کارگردان (جشنواره فیلم کن) برای ساخت فیلم On Tour- سال ۲۰۱۰

## فیلم‌شناسی
| سال  | نام فیلم            | کارگردان        |
| ---- | ------------------- | --------------- |
| ۲۰۱۴ | هتل بزرگ بوداپست    | وس اندرسن       |
| ۲۰۱۳ | ونوس در پوست خز     | رومن پولانسکی   |
| ۲۰۱۲ | کازموپلیس           | دیوید کراننبرگ  |
| ۲۰۱۱ | سکوت جوآن           | فیلیپ راموس     |
| ۲۰۱۱ | خورشت آلو با مرغ    | مرجان ساتراپی   |
| ۲۰۰۸ | ذره‌ای آرامش         | مارک فورستر     |
| ۲۰۰۸ | در جنگ              |                 |
| ۲۰۰۷ | لباس غواصی و پروانه | جولیان اشنابل   |
| ۲۰۰۵ | مونیخ               | استیون اسپیلبرگ |
| ۲۰۱۲ | خطوط ولینگتون       |                 |